# Subregió de Kırıkkale
La subregió de Kırıkkale (TR71) és una de les 26 subregions estadístiques de Turquia.

## Regions de tercer grau (províncies)
- Província de Kırıkkale (TR711)
- Província d'Aksaray (TR712)
- Província de Niğde (TR713)
- Província de Nevşehir (TR714)
- Província de Kırşehir (TR715)